# برادری (فیلم ۲۰۰۲)
برادری (به انگلیسی: The Fraternity) یک فیلم سینمایی دلهره آور کانادایی محصول سال ۲۰۰۲ که در مورد یک حلقه از دوستانی در دبیرستان یک باشگاه نخبه ایجاد می‌کنند و در یک آزمون آن تقلبی انجام می‌شود.
این فیلم در کالج بیشاپ ریدلی در سنت کاتارینس، انتاریو کانادا فیلمبرداری شده‌است.

## بازیگران
- تریت ویلیامز در نقش آقای اسپنسر رونی
- رابین دان در نقش الکس دسینو
- جیانپائولو ونوتا در نقش جتسون هارلو (در نقش جیان-پائولو ونوتا)
- دانیل انریت در نقش دمیان کارتی
- دیلن تروبریج در نقش بیکر سالسبری
- جی آدام براون در نقش جان فریزیر
- جیمی رابینسون در نقش مارکوس فاکنر
- مالین اکرمان در نقش تس
- آرون پول در نقش اسمیتی جیکوبسون
- گوردون کوری در نقش تام ویلکینسون
- استوارت آرنوت در نقش آقای ترنر
- الکس کارزیس در نقش کارآگاه رازاتوس
- آنایا فارل در نقش کارآگاه سابرینا
- کن جیمز در نقش رئیس لوید هاکسلی
- دن پترونیجیویچ در نقش قلدر شماره ۱ (در نقش دانیل پترونیژویچ)
- للاند تیلدن در نقش قلدر شماره ۲
- جک نیومن در نقش گارد امنیت
- جنیفر هیل در نقش پرستار پتی رنفیلد
- مایکل زلدین در نقش شکارچی
- هاروی سوکولوف در نقش دکتر مایرز (در نقش هارو سولوکوف)
- جیم توربورن در نقش گارد سردخانه
- نیل فاستر در نقش پزشک قانونی
- بری فلتمن در نقش آقای هارلو
- ک. ترور در نقش کالب
- درک بویز در نقش پدر فرازی
- دیوید کالینز در نقش آقای فاکنر
- رابرت جی مالک در نقش بیو باب
- روبن روکس در نقش ادی (بدون اعتبار)